# SV Bubali
Maillots
Le SV Bubali est un club arubais de football basé à Noord.

## Histoire
Fondé le 23 septembre 1943, le SV Bubali ne compte qu'un titre de champion d'Aruba à son palmarès, à l'époque où le championnat servait de qualification pour la Copa Antiano, le championnat des Antilles néerlandaises. Il a également atteint à deux reprises la finale de la Coupe d'Aruba (en 2011 et 2015), sans jamais réussir à la remporter.

## Palmarès
- Division di Honor (1) :
  - Vainqueur en 1975